# Diploharpus
Diploharpus is een geslacht van kevers uit de familie van de loopkevers (Carabidae). De wetenschappelijke naam van het geslacht is voor het eerst geldig gepubliceerd in 1850 door Chaudoir.

## Soorten
Het geslacht Diploharpus omvat de volgende soorten:
- Diploharpus curtulus Moret, 2008
- Diploharpus ebeninus Bates, 1872
- Diploharpus exstriatus Bates, 1878
- Diploharpus iridescens Moret, 2008
- Diploharpus laevigatus Perrault, 1992
- Diploharpus laevissimus Chaudoir, 1850
- Diploharpus mexicanus (Chevrolat, 1841)
- Diploharpus perpolitus Bates, 1882
- Diploharpus pubescens Moret, 2008
- Diploharpus rossii Moret, 2008
- Diploharpus rubripes Bates, 1872
- Diploharpus striolatus Bates, 1872
- Diploharpus termitophilus Perrault, 1992